# Herkenning
Herkenning is een fase in de waarneming, waarbij uit een ongeordende hoeveelheid signalen een object of verschijnsel als zodanig wordt geconstrueerd, dat dit overeenstemt met informatie in een geheugensysteem. Herkenning is een begrip dat zowel voorkomt in de psychologie, als bij bepaalde geautomatiseerde machinesystemen.

## Algemeen
Herkenning bij de mens is een cognitief proces waarbij de waarneming met bepaalde kennis of representaties die in het geheugen zijn opgeslagen, verbonden wordt. Herkennen gaat vaak gepaard met een gevoel of beleving. Zoals 'ja' dat heb ik eerder, of 'nee' dat heb ik niet eerder gezien. Dat hoeft echter niet altijd gepaard te gaan met het kunnen reproduceren van wat je precies hebt gezien. In het laatst geval spreekt men namelijk van een herinnering.
Herkenning is volgens de theorie van Saul Sternberg het gevolg van een zoekproces in het geheugen. Daarbij moet informatie uit de buitenwereld (bijvoorbeeld een woord of gezicht) in het geheugen worden opgezocht. Ongeveer net zoals een boek in een bibliotheek moet worden opgezocht. Dit zoekproces kan op twee manieren verlopen, langzaam en bewust of snel en automatisch. Er bestaan twee soorten zoekprocessen. Men kan iets in het eigen geheugen opzoeken (bijvoorbeeld: komt dit gezicht op de foto U bekend voor?). Dit heet ook wel geheugen zoeken. Men kan echter ook iets te midden van andere objecten in een visuele omgeving opzoeken (welk gezicht op deze groepsfoto komt U bekend voor?). Dit laatste noemt men visueel zoeken.

## Amnesie
Onderzoek heeft aannemelijk gemaakt dat bij de mens herkenning superieur is aan herinnering. Mogelijk komt dit omdat herkenningstests gebaseerd zijn op bekendheid (Engels: familiarity): iets komt ons bekend voor zonder dat wij de context hoeven te kennen. Amnesiepatiënten met beschadigingen in de mediale temporale cortex presteren vaak wel goed in herkenningstests maar niet in tests van herinnering. Het omgekeerde patroon komt veel minder vaak voor.

## Agnosie
In de menselijke hersenen speelt de temporale kwab een belangrijke rol bij het gehoor, het verbale geheugen en de taalfuncties, en ook bij visuele herkenning.
Bij beschadiging van gebieden in de temporale kwab kunnen verschillende vormen van agnosie optreden.
Patiënten zijn dan niet of minder goed in staat objecten of gezichten te herkennen of te benoemen. Het gaat hier niet om een zintuigstoornis, maar onvermogen om de betekenis te herkennen. Dit kan de vorm aannemen van visuele agnosie (niet herkennen van beelden), auditieve agnosie (niet herkennen van klanken) of tactiele agnosie (niet herkennen van tastindrukken).

## Vormen van herkenning
Enige vormen van herkenning bij de mens en dier zijn:
- Zelfherkenning
- Patroonherkenning
- Stemherkenning
- Gezichtsherkenning

En enige vormen van geautomatiseerde herkenning zijn:
- Biometrische gezichtsherkenning
- Optical Character Recognition
- Patroonherkenning (schaken)
- Spraakherkenning